# Prvenstvo Hrvatske u ragbiju 1992.
Prvenstvo Hrvatske u ragbiju za 1992. je osvojila splitska Nada. 

Prvenstvo se prvo igralo u dvije grupe po regijama - Sjever i Dalmacija te su potom prvaci skupina igrali za prvaka. 

Zbog Domovinskog rata se igralo otežano, a neke su momčadi otkazale nastup u prvenstvu radi obaveza svojih igrača u Hrvatskoj Vojski.

## Ljestvice i rezultati

### Regija Sjever
| mj | klub                | ut | pob | ner | por | poen+ | poen- | bod |
| -- | ------------------- | -- | --- | --- | --- | ----- | ----- | --- |
| 1. | Lokomotiva (Zagreb) | 4  | 3   | 0   | 1   | 156   | 68    | 10  |
| 2. | Sisak (Sisak)       | 4  | 3   | 0   | 1   | 152   | 84    | 10  |
| 3. | Mladost (Zagreb)    | 4  | 0   | 0   | 4   | 40    | 196   | 4   |

### Regija Dalmacija
| mj | klub            | ut | pob | ner | por | poen+ | poen- | bod |
| -- | --------------- | -- | --- | --- | --- | ----- | ----- | --- |
| 1. | Nada (Split)    | 2  | 2   | 0   | 0   | 50    | 17    | 6   |
| 2. | Nada II (Split) | 2  | 0   | 0   | 2   | 17    | 50    | 2   |

### Za prvaka
Nada Split - Lokomotiva Zagreb 37:0